# Oyri
Oyri (dánul: Øre) település Feröer Eysturoy nevű szigetén. Közigazgatásilag Sundini községhez tartozik.

## Földrajz
A sziget nyugati partján, a Streymin-hídtól délre fekszik.

## Történelem
Első írásos említése az 1350-1400 között írt Kutyalevélben található.

## Népesség
| Év          | Lakosság |
| ----------- | -------- |
| 1986.01.01. | 138      |
| 1991.01.01. | 153      |
| 1996.01.01. | 144      |
| 2001.01.01. | 150      |
| 2006.01.01. | 143      |

## Gazdaság
A településen 1970 óta működik egy kagylókat és garnélarákokat feldolgozó üzem.

## Közlekedés
Oyri zsákfalu, csak északi irányból, Oyrarbakki felől közelíthető meg. Autóbusz-összeköttetése nincsen.